# تلیکو پلین (تنسی)
تلیکو پلین(به انگلیسی: Tellico Plains) شهری در ایالت تنسی کشور ایالات متحده آمریکا است که جمعیت آن در سرشماری سال ۲۰۱۰ میلادی، ۸۸۰ نفر بوده‌است.